# Collegiata di Santa Maria Assunta (Anguillara Sabazia)
La collegiata di Santa Maria Assunta è il principale luogo di culto cattolico di Anguillara Sabazia, in città metropolitana di Roma Capitale e diocesi di Civita Castellana; fa parte della vicaria del Lago.

## Storia
Una chiesa dedicata a Maria, esisteva in Anguillara già nel 1489, anno in cui Domenico Anguillara vi fu sepolto. L'edificio, che era a tre navate ed adornato con affreschi, sorgeva nella stessa posizione di un luogo di culto più antico, probabilmente di epoca romana.
La chiesa, già fatiscente nel XVI secolo, venne interessata da un radicale intervento di restauro a partire dal 1765, su progetto di Nicola Lorenzo Piccioni, alla cui morte subentrò Giuseppe Scatuzzi; in tale occasione la chiesa venne quasi integralmente demolita e ricostruita in stile barocco, pur mantenendo le dimensioni originarie. La chiesa venne riaperta nel 1782 e consacrata nel 1794. La facciata, tuttavia, rimase allo stato rustico fino al 1888, quando venne realizzato l'attuale prospetto su disegno dell'architetto Antonio Jacometti e venne completato il rivestimento parietale esterno.
Nel 2003 la chiesa è stata interessata da un importante intervento di consolidamento strutturale e restauro conservativo.

## Descrizione

### Esterno
La collegiata di Santa Maria Assunta si trova nel centro storico di Anguillara Sabazia, nella parte più alta del rilievo su cui esso sorge, prospiciente il lago di Bracciano.
L'esterno della chiesa è caratterizzato dalla facciata, realizzata nel 1888 su progetto di Antonio Jacometti. Il prospetto è a salienti, con coronamento a timpano triangolare nell'area della navata centrale e piano con balaustra in corrispondenza delle navate laterali; nella parte inferiore si aprono tre portali, ciascuno dei quali è sormontato da un finestrone rettangolare (quello mediano è più in alto rispetto agli altri); la composizione è movimentata da lesene e semicolonne corinzie.
Alla destra della chiesa vi è il campanile in blocchi di tufo; esso venne costruito nel 1780, al termine degli importanti restauri settecenteschi, in sostituzione di quello precedente, demolito dopo che, nel 1726, era stato colpito da un fulmine che lo aveva gravemente danneggiato.

### Interno
Internamente, la collegiata di Santa Maria Assunta è priva di transetto, con tre navate suddivise da due file di tre archi a tutto sesto poggianti su pilastri quadrangolari, ai quali sono addossate le alte semicolonne corinzie che sorreggono la volta a botte lunettata nella navata maggiore, la quale presenta, al centro, un affresco raffigurante l'Assunzione di Maria al cielo.
La navata maggiore termina con l'abside, a pianta quadrangolare, coperta da una volta a vela riccamente decorata con stucchi dorati con al centro la Colomba dello Spirito Santo, e interamente adibita a presbiterio. Mentre lungo le pareti laterali vi sono gli stalli lignei del coro, a quella fondale è appoggiato l'altare maggiore barocco in marmi policromi; esso è sormontato dalla pala Assunzione di Maria con santi, realizzata nel 1592 da Girolamo Muziano con l'ausilio del suo allievo Cesare Nebbia. Nella cappella alla destra dell'abside, vi è la tavola Madonna di Roccamaggiore, risalente al XV secolo e modificata nel XVI secolo.
Nell'annesso oratorio della Disciplina sono conservati vari gessi di Ignazio Jacometti (padre di Antonio, autore del progetto della facciata); tra questi, il Bacio di Giuda (1852) e l'Ecce Homo (1854), le cui relative sculture in marmo furono collocate, per volere di papa Pio IX, ai piedi della Scala Santa, a Roma.

### Organo a canne
Sulla cantoria in controfacciata, realizzata su disegno di Giuseppe Scatuzzi, si trova l'organo a canne della chiesa, costruito da Domenico Alari tra il 1790 e il 1792, anno dell'inaugurazione; successivamente, lo strumento subì parziali modifiche (tra queste, le più importanti quelle di inizio XX secolo, quando vennero sostituiti alcuni registri secondo i dettami del Movimento Ceciliano, e l'intervento di cromatizzazione della tastiera e della pedaliera). Le caratteristiche originarie sono state ripristinate nel 1993-1995 con un restauro condotto dall'organaro fiorentino Riccardo Lorenzini.
Lo strumento è a trasmissione meccanica sospesa ed è collocato all'interno di una cassa lignea, avente mostra composta da tre archi a tutto sesto, all'interno di ciascuno dei quali si trova una cuspide di canne di principale (9 in quella centrale, 11 in quelle laterali) con bocche a mitria allineate orizzontalmente; il coronamento è costituito da una statua raffigurante la Madonna col Bambino, posta centralmente. La consolle è a finestra e dispone di un'unica tastiera di 47 note con prima ottava scavezza e pedaliera a leggio scavezza di 9 note (il 10º pedale aziona gli Usignoli), costantemente unita al manuale e con il registro Contrabbassi 16' sempre inserito. I registri sono azionati da pomelli ad estrazione su due colonne, alla destra del manuale.